# 山口淳
山口 淳（やまぐち じゅん、1967年10月19日 - ）は、日本の現代音楽作曲家。

## 経歴
東京都生まれ。九州大学大学院芸術工学府修士課程修了。修士（芸術工学）。西岡龍彦、松平頼暁、ハヤ・チェルノヴィン、中村滋延に師事。

2001年、Asian Cultural Councilの招きとグラントにより渡米し、2002年までニューヨークに滞在（滞在中に2001年9月11日のアメリカ同時多発テロ事件に間近で遭遇）。

現在形の音楽、深新會（第2次）、グループNEXTなどでのグループ活動での作品発表の他、秋吉台国際20世紀音楽セミナー&フェスティバル、アルセナーレムジカ国際現代音楽フェスティバル（イタリア）など作品は国内外で演奏される。また、現代音楽専門の楽譜出版社「マザーアース」から作品の一部が出版されている。2004年頃から一時期、本名をひらがな書きにしたペンネームを使用していたが、現在は本名に戻している。近年は音楽学の分野でも活動していた。

## 受賞歴
- 1996年：第6回秋吉台国際作曲賞　山口県知事賞受賞（第2位入賞）
- 1996年：第13回日本現代音楽協会作曲新人賞　入選
- 1999年：第20回入野賞　受賞
- 2001年：ISCM World Music Days 2001年横浜大会　入選
- 2003年：第72回日本音楽コンクール 作曲部門　入選

## 主要作品
- 化身 II〜オルガンのための
- 化身 IV〜ピアノのための
- 化身 V〜トランペット奏者（ゼフュロス）のための
- 風の密度 I〜フルート、クラリネット、トロンボーン、ヴィブラフォンとピアノのための
- 風の密度 II〜テナーサックス、ヴァイオリン、打楽器とピアノのための
- 火の神の聖域の廃墟は火によって破壊された〜笙、フルート、ハープのための
- サクリファイス〜2人のヴァイオリン奏者のための
- 風の廻る庭第1番〜笙と6人の奏者のための
- 風の廻る庭第2番〜笙とヴァイオリンのための
- モルフォジェネシス I（舞曲第1番）〜ソプラノと電子音のための
- 舞曲第2番〜トロンボーンとコントラバスのための
- 舞曲第3番／悲歌〜ソプラノと弦楽オーケストラのための
- 間奏曲—祈りと胎動　松平頼暁の未完のレクイエムによる〜オルガンのための
- 弦楽四重奏曲第1番
- 弦楽四重奏曲第2番—ニューヨーク、2001年9月11日の追憶に
- エヴァン・マヤー・スルタム〜弦楽四重奏曲第3番
- 配置の起因　A Cause of Disposition〜映像と電子音のための
- 恋唄〜箏と電子音のための
- 恋唄第2番〜映像と電子音のための
- 絃の幻影〜箏のための
- 絃の幻影第2番〜ピアノと電子音のための
- 天地有楽〜箏とピアノのための
- ラ・フォリア〜映像と電子音のための
- 怒りの日・嘆きの日　Dies Irae-Lacrimosa〜映像と電子音のための
- 静寂の舞〜ピアノのための
- 彩られた幻影〜フルートのための
- 彩られた幻影第2番〜ピアノのための
- 三十四非〜ピアノのための
- 散華〜吹奏楽のための